# Consejo Iberoamericano del Deporte
El Consejo Iberoamericano del Deporte (CID) es un organismo intergubernamental deportivo que está integrada por los países miembros de la Comunidad Iberoamericana de Naciones a través de sus organismos deportivos gubernamentales como Argentina, Bolivia, Brasil, Chile, Colombia, Costa Rica, Cuba, Ecuador, El Salvador, España, Guatemala, Honduras, México, Nicaragua, Panamá, Paraguay, Perú, Portugal, Puerto Rico, República Dominicana, Uruguay y Venezuela.
La organización fue fundada el 26 de marzo de 1993, un año después en el mes de noviembre de 1994 en la Cumbre de Montevideo en Uruguay, la organización deportiva fue aprobada. Actualmente dentro de los eventos deportivos a nivel iberoamericano, sólo existen los llamados Juegos Iberoamericanos de Atletismo y no así algo similar a los  Juegos Panamericanos, Juegos de la Lusofonia, Juegos de la Francofonia o los Juegos de la Mancomunidad, por vinculación histórica donde se aplican todas las disciplinas deportivas como los Juegos Olímpicos y no olímpicos en determinados continentes.  
Aunque sí se celebraron en 2 ocasiones, el Gran Evento Magno intitulado como Los Juegos Iberoamericanos, a igual manera de unos olímpicos o los panamericanos en donde todas las disciplinas deportivas estuvieron presentes entre los deportistas para competir. El primero fue celebrado en Santiago de Chile en 1960 y el segundo en Barcelona, España en 1962.  Los Juegos Iberoamericanos de Atletismo, de manera independiente, han sido habilitados transitoria y provisionalmente, siendo nuevamente la ciudad de Barcelona la que diera inicio a esta primera edición a partir de 1983, como paso necesario de rodaje seguro hacia la revitalización consecutiva de unos JJ.II  plenos en integridad, restaurados y restablecidos definida y permanentemente. 
Si bien, existen otras disciplinas deportivas independientes bajo el nombre de Iberoamericano, cuando se editan las competencias deportivas en los diferentes países iberoamericanos y que son también avaladas por la organización. La CID, también se ha encargado de llevar talleres y seminarios de capacitación, enfocándose de como potenciar todas las disciplinas deportivas entre los deportistas iberoamericanos, principalmente tratándose de analizar los financiamientos y apoyos económicos por parte de sus respectivas autoridades y comités olímpicos nacionales en los diferentes países de Iberoamérica.  
Actualmente la sede de la Organización reside en la ciudad de Madrid, España.

## Objetivos
A continuación estos son los siguientes objetivos de la CID:
1.Promover el intercambio de recursos humanos y técnicos, de conocimiento y documentación.
2. Promover sistemas de cooperación bilateral y multilateral en el campo de la capacitación técnica y del mejoramiento del nivel deportivo.
3. Fomentar la cooperación para el desarrollo del deporte para todos, la cultura física y la recreación.
4. Propiciar el análisis comparado y la armonización de los marcos jurídicos e institucionales del deporte.
5. Impulsar la colaboración con otras organizaciones deportivas internacionales.
6. Redactar, aprobar, poner en práctica y, en su caso, modificar la Carta Iberoamericana del Deporte.
7. Promover la ética en el deporte y la práctica del juego limpio.

## Miembros
Países miembros de la CID con sus respectivos comités olímpicos nacionales de América y Europa.
| N.º | País                 | Código | Nombre                                 |
| --- | -------------------- | ------ | -------------------------------------- |
| 1   | Argentina            | ARG    | Comité Olímpico Argentino              |
| 2   | Bolivia              | BOL    | Comité Olímpico Boliviano              |
| 3   | Brasil               | BRA    | Comité Olímpico Brasileño              |
| 4   | Chile                | CHI    | Comité Olímpico de Chile               |
| 5   | Colombia             | COL    | Comité Olímpico Colombiano             |
| 6   | Costa Rica           | CRI    | Comité Olímpico Nacional de Costa Rica |
| 7   | Cuba                 | CUB    | Comité Olímpico Cubano                 |
| 8   | Ecuador              | ECU    | Comité Olímpico Ecuatoriano            |
| 9   | El Salvador          | ESA    | Comité Olímpico Salvadoreño            |
| 10  | España               | ESP    | Comité Olímpico Español                |
| 11  | Guatemala            | GUA    | Comité Olímpico Guatemalteco           |
| 12  | Honduras             | HON    | Comité Olímpico Hondureño              |
| 13  | México               | MEX    | Comité Olímpico Mexicano               |
| 14  | Nicaragua            | NIC    | Comité Olímpico Nicaragüense           |
| 15  | Panamá               | PAN    | Comité Olímpico de Panamá              |
| 16  | Paraguay             | PAR    | Comité Olímpico Paraguayo              |
| 17  | Perú                 | PER    | Comité Olímpico Peruano                |
| 18  | Portugal             | POR    | Comité Olímpico de Portugal            |
| 19  | Puerto Rico          | PUR    | Comité Olímpico Puertorriqueño         |
| 20  | República Dominicana | DOM    | Comité Olímpico Dominicano             |
| 21  | Uruguay              | URU    | Comité Olímpico Uruguayo               |
| 22  | Venezuela            | VEN    | Comité Olímpico Venezolano             |